# Felsőlajos
Felsőlajos é um município da Hungria, situado no condado de Bács-Kiskun. Tem 11,41 km² de área e sua população em 2015 foi estimada em 883 habitantes.